# Hughenden (Alberta)
Hughenden è un villaggio del Canada, situato nella provincia dell'Alberta, nella divisione No. 7.